# Лорејн (Канзас)
Лорејн (енгл. Lorraine) град је у америчкој савезној држави Канзас.

## Демографија
По попису из 2010. године број становника је 138, што је 2 (1,5%) становника више него 2000. године.
| Група             | 2000.       | 2010.       |
| Белци             | 126 (92,6%) | 122 (88,4%) |
| Афроамериканци    | 5 (3,7%)    | 0 (0,0%)    |
| Азијати           | 0 (0,0%)    | 0 (0,0%)    |
| Хиспаноамериканци | 5 (3,7%)    | 16 (11,6%)  |
| Укупно            | 136         | 138         |